# 哈维尔·古斯曼
哈维尔·古斯曼（西班牙語：Javier Guzmán，1945年1月9日—2014年8月14日），墨西哥男子足球运动员，司职后卫。他曾代表墨西哥国家队参加1970年国际足联世界杯，结果队伍止步八强赛。